# Clorur de polivinil

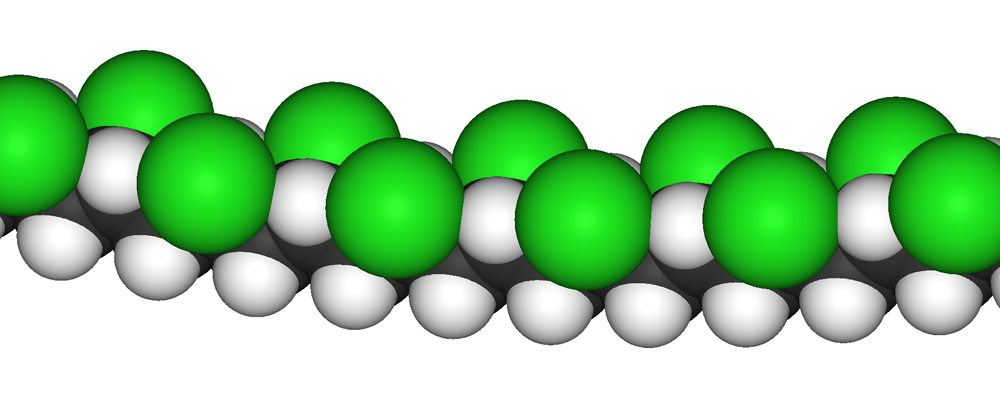
Representació espacial del clorur de polivinil

El clorur de polivinil o PVC (de l'anglès polyvinyl chloride) és una resina sintètica obtinguda per polimerització del clorur de vinil.
Un dels seus usos més coneguts és el de matèria primera per a fabricar els discos de música i de so en general, principalment durant els anys 50, 60, 70 i 80 del segle xx, coneguts per aquest motiu com a "discs de vinil" o, simplement, vinils.
Avui en dia, més del 50% del PVC fabricat mundialment s'utilitza en construcció. Com a tal, el PVC és barat, durable, i fàcil d'utilitzar. Durant molts anys el PVC ha anat substituint els materials de construcció tradicionals com la fusta, el ciment i els metalls. El PVC és reciclable, i com a tal s'identifica amb el codi "3".

## Problemàtica ambiental
L'ús massiu del PVC en la construcció o com a envàs, per exemple, és controvertit i ha suposat campanyes en contra del moviment ecologista (Greenpeace a nivell internacional, Skamot Verd i altres a nivell català). Entre altres, els seus detractors parlen de l'impacte ambiental negatiu per diversos motius:
- el seu contingut de clor genera dioxines quan se sotmet a la incineració del residu.[2]
- l'ús de clor en el seu procés de fabricació (problemàtica ambiental de la indústria del clor)[2]
- el risc de contaminació dels aliments que envasa amb alguns dels molts additius que aquest plàstic incorpora.[3]
- la dificultat del seu reciclatge.[4]